# کرت ارمن
کرت ارمن (انگلیسی: Kurt Ehrmann; ۷ ژوئن ۱۹۲۲ – ۲ اوت ۲۰۱۳) بازیکن فوتبال اهل آلمان بود.
از باشگاه‌هایی که در آن بازی کرده‌است می‌توان به باشگاه فوتبال کارلسروهه و باشگاه فوتبال کارلسروهه اف‌وی اشاره کرد.
وی همچنین در تیم ملی فوتبال آلمان بازی کرده‌است.